# Karin Jänicke
Karin Jänicke ist eine ehemalige deutsche Handballspielerin. Sie wurde 1975 mit der DDR-Nationalmannschaft Weltmeisterin.

## Vereinskarriere
Karin Jänicke spielte beim TSC Berlin in der höchsten Spielklasse der Deutschen Demokratischen Republik, der Oberliga.
Mit dem Berliner Verein gewann sie den EHF-Europapokal der Pokalsieger 1976/1977 und wurde DDR-Meisterin in der Spielzeit 1976/1977.

## Nationalmannschaft
Für die DDR-Nationalmannschaft nahm sie an der Weltmeisterschaft 1975 in der Sowjetunion teil und wurde mit dem Team Weltmeister, wobei sie in einem Spiel (gegen die Vereinigten Staaten) eingesetzt wurde.